# Муравей (приток Вишеры)
Муравей — река в России, протекает в Пермском крае. Устье реки находится в 362 км по левому берегу реки Вишера. Длина реки составляет 19 км.
Исток реки на западных склонах хребта Муравьиный Камень (Северный Урал). В верховьях течёт в северном и северо-западном направлениях, описывая петлю вокруг северной оконечности хребта Ляписанел, в среднем и нижнем течении течёт в западном и юго-западном направлениях. Всё течение проходит по территории заповедника Вишерский в ненаселённой местности и имеет горный характер. Ширина реки перед устьем около 8 метров, скорость течения — 0,8 м/с.

## Данные водного реестра
По данным государственного водного реестра России относится к Камскому бассейновому округу, водохозяйственный участок реки — Кама от водомерного поста у села Бондюг до города Березники, речной подбассейн реки — бассейны притоков Камы до впадения Белой. Речной бассейн реки — Кама.
По данным геоинформационной системы водохозяйственного районирования территории РФ, подготовленной Федеральным агентством водных ресурсов:
- Код водного объекта в государственном водном реестре — 10010100212111100004136
- Код по гидрологической изученности (ГИ) — 111100413
- Код бассейна — 10.01.01.002
- Номер тома по ГИ — 11
- Выпуск по ГИ — 1